# Harasjön, Ångermanland
Harasjön är en sjö i Sollefteå kommun i Ångermanland och ingår i Ångermanälvens huvudavrinningsområde. Sjön har en area på 0,603 kvadratkilometer och ligger 125,3 meter över havet.

## Delavrinningsområde
Harasjön ingår i det delavrinningsområde (700930-160437) som SMHI kallar för Utloppet av Harasjön. Medelhöjden är 182 meter över havet och ytan är 13,77 kvadratkilometer. Det finns inga avrinningsområden uppströms utan avrinningsområdet är högsta punkten. Vattendraget som avvattnar avrinningsområdet har biflödesordning 3, vilket innebär att vattnet flödar genom totalt 3 vattendrag innan det når havet efter 22 kilometer. Avrinningsområdet består mestadels av skog (87 procent). Avrinningsområdet har 0,7 kvadratkilometer vattenytor vilket ger det en sjöprocent på 5,1 procent.